# پایگاه هوایی مینتو
پایگاه هوایی مینتو (به انگلیسی: Minto Aerodrome) یک فرودگاه همگانی است که یک باند فرود شن دارد و طول باند آن ۱۳۷۰ متر است. این فرودگاه در کشور ایالات متحده آمریکا قرار دارد و در ارتفاع ۹۰۵ متری از سطح دریا واقع شده‌است.